# Битка при Превеза (1912)
Вижте пояснителната страница за други значения на Битка при Превеза.
Битката при Превеза на 20 – 21 октомври (2 – 3 ноември по нов нов стил) 1912 г. е битка между гръцки и османски войски по време на Балканската война.

## Прелюдия
Чрез укрепеното пристанище Превеза османците контролират изхода на Артския залив и ограничават действията на гръцкия боен флот в Йонийско море. Превземането на тази база е една от първите задачи на отряда на генерал Константинос Сапундзакис, който действа в Епир.

## Ход на военните действия
Часове преди формалното включване на Гърция във войната, през нощта срещу 5 октомври гръцки торпедоносци атакуват пристанището и изваждат от строя намиращите се в него два турски военни кораба. На същия ден Сапундзакис преминава границата край Арта с 13-хилядна войска, разделена на две колони. Северната колона превзема (13 октомври) град Филипиада и прегражда пряката връзка между Превеза и Янина – главния град на областта, в който е съсредоточена и основната част от османските сили в региона (над 22 000 души). На 20 октомври западната колона атакува турските укрепления на височината Никополис, разположена на провлака към Превеза. Сухопътната атака е подкрепена и по море – гръцки канонерни лодки обстрелват турците откъм Артския залив. Никополис пада същия ден, а на другия гарнизонът на града се предава.

## Резултат
Тази победа осигурява свобода за гръцките военноморски операции по епирското крайбрежие. В късната есен на 1912 г. гръцкият флот използва базата в Превеза, за да транспортира войски от Солун за борба с османския Янински корпус.